# Germán Abad Valenzuela
Germán Abad Valenzuela (Guayaquil, 10 de agosto de 1919 – 16 de octubre de 2008) fue un radiólogo ecuatoriano. Ejerció como médico de cabecera de una veintena de presidentes del Ecuador, entre ellos Mariano Suárez Veintimilla

## Biografía
Abad era hijo de Juana Valenzuela Garaycoa y el marino Benigno Abad Lara. Estudió en Quito en la escuela primaria de LaSalle de San José. En el instituto, fue un estudiante excelente y un gran atleta, en a Escuela Vicente Rocafuerte de Guayaquil. De hecho, fue miembro del Club de Remo.
En 1938 ingresó a la Facultad de Mediana de la Universidad de Guayaquil en 1948. Sus buenas notas lo llevaron a trabajar en el Hospital General como anestesista y estudiante de Cirugía. Mientras estudiaba, recibió importantes premios de la Asociación Escuela Medicina y de la Sociedad Filantrópica del Guayas.
Trabajó en el Hospital Luis Vernaza, el Hospital de niños León Becerra y el Alejandro Mann. Tuvo un papel muy importante en la instalación de aparatos de Rayos X en el Hospital General, que por aquel entonces solo estaba a disposición de la gente de clase alta. Esta acción le impulsó a su interés por el mundo de la radiología e impulsó la instalación de aparatos radiológicos a lo largo del país.
Fundó la Regata de Yolas Guayaquil - Posorja cuando era estudiante de medicina en 1940. Esta regata es considerada como la competición más larga del mundo con 49 millas náuticas. En 2020, el principal parque de Posorja tiene su nombre en su honor.
Recibió premios como la Orden Nacional Al Mérito. Estaba casado con Lidia Rodríguez Falconi con la que tuvo cinco hijos.